# Nesogordonia monantha
Nesogordonia monantha är en malvaväxtart som beskrevs av Arenes. Nesogordonia monantha ingår i släktet Nesogordonia och familjen malvaväxter. Inga underarter finns listade i Catalogue of Life.